# Concert voor orkest (Riisager)
Knudåge Riisager voltooide zijn Concert voor orkest in najaar 1931.
Het was het eerste werk waarin Riisager zich bediende van de concertovorm en dan nog wel van een buitenbeentje in dat genre, het concert voor orkest. Dat genre bestond nog niet zo lang. Het eerste binnen dat genre binnen de moderne muziek zou dat van Paul Hindemith zijn. Zijn Concert voor orkest dateert van 1925. Het bekendste werk in het genre, dat van Béla Bartók kwam pas in 1943.
Riisager schreef zijn versie in een neo-barokstijl, dus met verwijzingen naar de barok, maar ook met stevige dissonanten. Het werk kwam niet verder dan manuscriptvorm. Het kent een vierdelige opzet:
- Moderato e molto sonoro
- Allegro non troppo
- Grave
- Allegro vivace.

Het werk moest tot 7 december 1936 wachten op een uitvoering. Ebbe Hamerik, collegacomponist, gaf toen leiding aan het Det unge Tonekunstnerselskabs in Kopenhagen